# Castillo de Smolenice
El castillo de Smolenice (en eslovaco: Smolenický zámok) es un castillo en la ladera oriental de los Pequeños Cárpatos, cerca de la ciudad de Smolenice, Eslovaquia. 

## Historia
El castillo de Smolenice fue construido en el siglo XV, pero fue destruido durante la guerra de Independencia de Rákóczi y, posteriormente, las guerras napoleónicas. En 1777, el conde János Pálffy de Pezinok heredó Smolenice pero no residió en el castillo debido a su mal estado y falta de dinero para reconstruirlo. El castillo no fue reconstruido hasta el siglo XX, por orden del Conde József Pálffy. El arquitecto Jozef Hubert diseñó el nuevo castillo utilizando el castillo de Kreuzenstein cerca de Viena como modelo, y las obras fueron controladas por el arquitecto Pavol Reiter de Baviera. Durante su construcción hubo maestros de Italia, Alemania, Austria y Hungría, y 60 obreros de Smolenice y pueblos cercanos. El edificio principal tiene dos alas y una torre, y está hecho de hormigón armado. 
El castillo sufrió daños en la primavera de 1945 durante la Segunda Guerra Mundial, y en ese mismo año el estado se convirtió en propietario del mismo. Se han realizado algunas reconstrucciones después de 1950, y desde el 26 de junio de 1953 el castillo es propiedad de la Academia de Ciencias de Eslovaquia. El castillo sirve ahora como centro de conferencias y solo está abierto al público en los meses de julio y agosto.